# Elaeocarpus darlacensis
Elaeocarpus darlacensis är en tvåhjärtbladig växtart som beskrevs av François Gagnepain. Elaeocarpus darlacensis ingår i släktet Elaeocarpus och familjen Elaeocarpaceae. Inga underarter finns listade i Catalogue of Life.